# 모내시 대학교
모나시 대학교(Monash University)는 오스트레일리아 빅토리아주 멜버른 근교 클레이턴에 있는 국립 대학이다.

## 학교 이력
학생수는 약 55,000명에 달하며, 학생수로는 오스트레일리아에서 가장 큰 학교중의 하나이다. 학교의 구호는 Ancora imparo이며, 이는 이탈리아어로 끊임없이 배운다는 뜻이다. 모내시 대학교는 빅토리아주의 캠퍼스 5개를 포함해 말레이시아, 이탈리아, 남아프리카공화국 등 국내외에 8개 캠퍼스를 가지고 있다. 모내시 대학교는 대학의 모임인 그룹 오브 에이트의 회원 대학이기도 하다.

## 역사
역사는 1958년 로버트 멘지스 당시 총리가 빅토리아주에 두 번째 대학을 설립한 것으로 시작한다. 모내시란 대학 명칭은 오스트레일리아에서 처음으로 사람 이름으로 지어졌는데, 오스트레일리아 100달러에 나오는 제1차 세계대전의 존 모내시 장군의 이름이 바로 그 기원이다.

## 같이 보기
- 오스트레일리아의 대학 목록